# İhsan Sabri Çağlayangil
İhsan Sabri Çağlayangil foi Ministro do Exterior Turco, na década de 1970 no governo de Suleyman Demirel.